# Diego Pezelho
Diego Pezelho fue un juglar del siglo XIII, compositor de lírica gallego-portuguesa.

## Biografía
No quedan datos biográficos. Se sabe que era un juglar por la rúbrica que contiene uno de los cancioneros. Estudiosos como Giuseppe Tavani creen que es de origen portugués, sin embargo, su presencia en Portugal, entre 1245 y 1247, pudo deberse a que formara parte del séquito de Alfonso X que tomó parte a favor de Sancho II de Portugal.

## Obra
Se conserva una cantiga de escarnio y maldecir, recogida en el Cancionero de la Biblioteca Vaticana y en el Cancionero de la Biblioteca Nacional de Lisboa.